# Aandachtstekortstoornis
Aandachtstekortstoornis of attention deficit disorder (ADD) is een aandoening met een sterk verlaagd vermogen om voldoende aandacht bij activiteiten te houden. Volgens een veelvuldig gebruikt handboek voor de indeling van psychische aandoeningen, het DSM-IV, is ADD een subtype van ADHD (ADHD predominantly inattentive type (ADHD-PI)) en wel het overwegend onoplettende type, gekenmerkt door een aandachtstekortstoornis en concentratieproblemen. ADD wordt meer dan ADHD in verband gebracht met depressie, angststoornissen en slechte prestaties. Gedragsproblemen staan minder op de voorgrond. Onderzoek toont aan dat ADHD of ADD voorkomt bij 1 tot 4% van alle kinderen en dat zeker een derde deel er ook als volwassene nog last van ondervindt. ADD en ADHD komen voor bij mensen van alle opleidingsniveaus.

## Kenmerken
Verondersteld wordt dat de hersenen van ADD'ers anders functioneren dan die van niet-ADD'ers. Mensen met ADD hebben een enorme gedachtestroom waardoor ze vaak dromerig of ongeïnteresseerd overkomen op andere mensen. Door deze gedachtestroom kunnen ze zich moeilijk concentreren op de voor het specifieke moment relevante zaken. Het filter dat relevante van irrelevante zaken scheidt, werkt minder goed. Mensen met ADD zijn snel afgeleid en rusteloos. Kenmerkend voor ADD is het hebben van meerdere intense stemmingsschommelingen op een dag. Slaapproblemen, vergeetachtigheid, ongeorganiseerdheid, een ander tijdsbesef en moeite met het onderhouden van sociale contacten horen er bijna altijd bij. Ook zijn ze vaak overgevoelig voor geluids- en beeldimpulsen. ADD'ers hebben er dikwijls moeite mee een gesprek te volgen in een grotere groep mensen. Men heeft in die situatie moeite zich te concentreren op één gesprek omdat men zich ongewild blijft focussen op alle gesprekken die gaande zijn. Mensen met ADD beschrijven dit probleem soms als het luisteren naar een gesprek op de radio, terwijl de uitzending gepaard gaat met heel veel ruis.
Soms bezitten AD(H)D'ers bijzondere vaardigheden met betrekking tot het snel combineren van informatie en indrukken, probleemoplossend denken, inlevingsvermogen, creativiteit en ruimtelijk inzicht. Mensen met ADD kunnen in bepaalde situaties hyperfocussen; men is dan extreem geconcentreerd en zich niet bewust van wat er om hen heen gebeurt. Dit hoge concentratieniveau kan leiden tot het ontwikkelen van uitzonderlijke talenten. Omdat veel AD(H)D'ers een lagere prikkeldrempel hebben, zullen ze in bepaalde risicovolle en crisissituaties alerter en beter functioneren, terwijl bij andere mensen de kans op disfunctioneren juist toeneemt.

## Oorzaak
ADD bestaat uit een verzameling specifieke persoonlijkheidskenmerken met een grotendeels erfelijke oorzaak. Het is geen karaktertrek of opvoedingsfout. ADD wordt door wetenschappers als een neurobiologische stoornis beschouwd: er zijn steeds sterkere aanwijzingen dat (epi)genetisch-biologische factoren een sleutelrol spelen. Met name een tekort aan en/of onevenwicht in de aanwezigheid van twee neurotransmitters in de motorische schors en in de prefrontale cortex van de hersenen is kenmerkend. Bij ADHD'ers leidt deze afwijking in de neurotransmitters dopamine en noradrenaline tot aandachtsproblemen, hyperactiviteit en impulsief gedrag. Hier tegenover staat de hypothese dat AD(H)D een vorm van dissociatie is, ontstaan door blootstelling aan stressoren in de jeugd en gebrek aan aandacht van volwassenen. Bij ADD'ers zijn hyperactief en impulsief gedrag in mindere mate aanwezig of geheel afwezig. Het komt vaak voor dat kinderen met ADHD, naarmate ze ouder worden, minder hyperactief en impulsief gedrag vertonen en in hun volwassen leven getypeerd kunnen worden als iemand met ADD. ADHD, inclusief het subtype ADD, komt bij mannen vaker voor dan bij vrouwen.

## Diagnose
In Nederland wordt de diagnose ADD gesteld op basis van een gestructureerde vragenlijst en een concentratietest. Ook worden, indien wenselijk, familieleden of andere directbetrokkenen uitgenodigd voor een vraaggesprek. De uitkomst van de vragenlijst en de gesprekken moeten helderheid geven over ADD. Het onderzoek en de diagnostiek worden over het algemeen uitgevoerd door een psychiater of een gezondheidszorgpsycholoog.
Voor het stellen van de diagnose ADD worden de specifieke criteria van ADHD gebruikt, exclusief hyperactiviteit.
Een volwassene met ADD zal de onderstaande vragen allemaal bevestigend kunnen beantwoorden.
- Zijn de gedragingen buitensporig?
- Was het probleemgedrag al aanwezig in de kindertijd?
- Komen de gedragingen bij de persoon meer voor dan bij andere mensen van dezelfde leeftijd?
- Veroorzaakte het gedrag een serieuze beperking in ten minste twee levensfasen?
- Vormen de gedragingen een continu probleem, zijn ze dus niet te wijten aan een tijdelijke situatie?
- Komen de gedragingen bij het uitvoeren van meerdere sociale rollen voor?

Wanneer deze vragen positief worden beantwoord, zal er een vervolgonderzoek aangeboden worden waarin wordt onderzocht of de klachten niet toch van tijdelijke aard zijn, of gerelateerd aan een andere psychiatrische stoornis (comorbiditeit). Vervolgens zal de onderzoeker met behulp van de vragenlijst met specifieke criteria informatie verzamelen om een diagnose te kunnen stellen.
Een probleem met deze criteria is dat men ervan uitgaat dat deze klachten aanwezig dienen te zijn in alle leefgebieden zoals wonen, werken of in andere situaties waarbij de omgeving bepaalde eisen stelt. Een ander punt is dat men veronderstelt dat de symptomen al in de eerste zeven levensjaren aanwezig zijn. Ze zijn echter bij mensen met ADD in de kleutertijd lang niet altijd goed onderkend. Vooral bij volwassenen die in de jaren zeventig in een tolerante omgeving zijn opgegroeid, zorgden aandachtstekort- en concentratiestoornissen niet altijd voor grote problemen. Daarom worden ze bij een standaard onderzoek soms moeilijk herkend. Bovendien zijn de ouders die betrokken worden bij zo'n onderzoek vaak al op een respectabele leeftijd en is hun informatie niet altijd eenduidig en nauwkeurig. Aangezien ADHD/ADD in meer dan 50% van de gevallen een gevolg is van erfelijke belasting, is de kans groot dat een van de ouders ook een vorm van ADHD heeft. Dit betekent dat in het gezin van herkomst afwijken van de algemene norm niet altijd als een probleem werd ervaren.
ADD in combinatie met dyspraxie wordt ook wel DAMP-syndroom genoemd.

## Behandeling
De Nederlandse Gezondheidsraad schatte in het jaar 2000 dat ongeveer 2% van de kinderen tussen de vijf en veertien jaar zulke ernstige symptomen van ADHD of ADD heeft dat specifieke behandeling nodig is. Behalve psycho-educatie om de kennis van alle betrokkenen over ADD te vergroten, is een intensieve vorm van indirecte gedragstherapie aangewezen. Dit gebeurt vaak in de vorm van parent management training (PMT) en mediatraining van ouders en leerkrachten. Directe gedragstherapie is voor de lange termijn veel minder effectief gebleken. Bij onvoldoende resultaat kan hieraan een medicamenteuze behandeling worden toegevoegd.

### Medicatie
Hoewel methylfenidaat (Ritalin) het meest gangbare middel is, zijn er ook andere middelen die ingezet kunnen worden, zoals atomoxetine (Strattera) en bepaalde antidepressiva. In sommige gevallen kan het aan methylfenidaat verwante dextro-amfetamine worden voorgeschreven. Methylfenidaat kan, volgens een voorgestelde richtlijn uit begin 2009 van de Europese medicijnen autoriteit, het Europees Geneesmiddelenbureau (EMA), beter niet langer dan een jaar onafgebroken worden gebruikt; er is nog te weinig onderzoek gedaan naar de langetermijneffecten.  Het EMA stelt tevens dat meer controle nodig is gedurende het gebruik in verband met de kans op bloeddrukproblemen en het verergeren van sommige psychische aandoeningen. Ook dient de groei van lengte en het gewicht in de gaten gehouden te worden. Behandeling met methylfenidaat wordt geïnitieerd en gedurende de behandeling gemonitord door een kinderarts die daarbij groei en mogelijke bijwerkingen in de gaten houdt.
Therapeutische effecten en bijwerkingen van medicijnen kunnen per individu verschillen. Dit betekent dat een medicatieadvies altijd maatwerk is. Alleen artsen met specifieke deskundigheid in ADD mogen een medicamenteuze behandeling starten.
Deskundigen menen dat drugsgebruik door mensen met ADD en ADHD in sommige gevallen een vorm van zelfmedicatie is, waaraan bij een adequate medicamenteuze behandeling niet langer behoefte bestaat.

### Alternatieve behandelwijzen
Sommige behandelaars gebruiken neurofeedback (hersengolftraining) of stellen een speciaal voedselpatroon voor. De effectiviteit hiervan is niet aangetoond.

## Geschiedenis van ADD
De gedragsproblemen die nu het label ADHD/ADD hebben werden in 1902 voor het eerst beschreven door de Britse kinderarts George Still (1868-1941).
In 1937 werkte de arts Charles Bradley (1902-1979) in een inrichting voor moeilijk hanteerbare jongens. In plaats van deze jongeren door middel van harde tucht te leren hun gedrag aan te passen, besloot hij het gedrag te beïnvloeden door hen stimulerende medicijnen toe te dienen. Hij had al eerder bij toeval ontdekt dat stimulerende medicatie, die onder andere werd toegepast als middel om af te vallen, een kalmerend effect had op mensen met bepaalde klachten.
In 1947 werd beschreven dat de gedragsproblemen werden veroorzaakt door kleine beschadigingen in de hersenen, minimal brain damage genoemd. Vanaf 1967 werd duidelijk dat er van beschadiging geen sprake was en werd de term minimal brain disfunction (MBD) ingevoerd. Sindsdien heeft onderzoek naar de stoornis een grote vlucht genomen. Zo werd ontdekt dat er niet altijd sprake is van hyperactiviteit, maar dat er ook een vorm is met alleen aandachtstekort– en concentratiestoornissen: de attention deficit disorder, oftewel ADD. 
In de jaren 1970 kwam bovendien aan het licht dat ADHD geen typische kinderziekte was die rond de puberteit verdween, maar dat zo’n 60% ook als volwassene last bleef houden van de symptomen. Ondanks de resultaten van onderzoek bleven veel leken en deskundigen nog vaak van mening dat AD(H)D een opvoedingsprobleem was dat geen biologische oorzaak had. In psychoanalytische kringen hield men lang vast aan de overtuiging dat AD(H)D een neurotische afwijking was en werd veroorzaakt doordat ouders steeds minder tijd en aandacht voor hun kinderen hadden.
Een grote doorbraak kwam in 1990, toen men bij het vergelijken van PET-scans verschillen in hersenactiviteit ontdekte tussen volwassenen met AD(H)D en volwassenen zonder AD(H)D. Door middel van MRI-scans werden bij later onderzoek nog grotere verschillen ontdekt. Bovendien bleek uit nieuw genetisch onderzoek dat AD(H)D een familiekwaal is die voor ongeveer 75% erfelijk bepaald wordt.
De term ADD (attention deficit disorder) is in 1994 in de vierde editie van Diagnostic and Statistical Manual of Mental Disorders (DSM-IV) formeel gewijzigd in ADHD predominantly inattentive (ADHD-PI), maar wordt in de wandeling nog vaak ADD genoemd. Het is een van drie subtypes van aandachtstekort/hyperactiviteitstoornis (ADHD).